# ワイルド・ライフ
『ワイルド・ライフ』（英語: Wild Life）は、1971年に発表されたウイングスのアルバム。

## 解説
ビートルズ解散後、マッカートニーは妻で写真家のリンダ・マッカートニー、元ムーディー・ブルースのデニー・レインらと共に新たなバンド「ウイングス」を結成。本作がデビューアルバムとなった。2週間もの期間でレコーディングされた本作はマッカートニー曰く、「ボブ・ディランが短時間でアルバムを制作したっていう記事を読んで、そのアイデアをとても気に入ったんだ。ビートルズの初期のアルバムは時間がかかってなかったし、ディランも同じように時間をかけてるように思えたんだよ。僕はディランの事をとても尊敬してて、今でもそうなんだけど、彼がそれで良いのならやってみようと思ってね。レコーディング中、リンダはステラを妊娠してたんだ。彼女がセッションを止めたいって言えば止めただろうけど、そうはならなかった。多くの女性が出産予定日の2週間前まで仕事をするけど、リンダもそうしてたんだ」とのこと。収録曲のうち５曲は一発録りでレコーディングされ、リハーサル・テイクかのような荒削りな演奏がそのまま収録されたために、当時の評論家からは批判を浴びることとなった。
一方、かつての相棒であるジョン・レノンは、このアルバムについて「いいね。悪くないよ。あいつはいい方向に進んでるな」と『マイク・ダグラス・ショウ』出演時に語っている。
イギリスでは、アルバム・チャート最高位11位とトップ10入りを逃している。アメリカの「ビルボード」誌アルバム・チャートでは2週連続最高10位、「キャッシュボックス」誌では2週連続最高6位を獲得し、1972年度年間ランキング第73位を記録。アメリカでは50万枚以上を売った。
ミッキー&シルヴィアのカバーである「ラヴ・イズ・ストレンジ」がシングルでリリースされる予定だったが、キャンセルとなった。

## 収録曲

### Side 1
1. マンボ  –  Mumbo
2. ビップ・バップ  –  Bip Bop
3. ラヴ・イズ・ストレンジ  –  Love Is Strange
4. ワイルド・ライフ  –  Wild Life

### Side 2
1. サム・ピープル・ネヴァー・ノウ  –  Some People Never Know
2. アイ・アム・ユア・シンガー  –  I Am Your Singer
3. ビップ・バップ・リンク  –  Bip Bop Link
4. トゥモロウ  –  Tomorrow
イエスタデイのコード進行を利用したもの
5. ディア・フレンド  –  Dear Friend
6. マンボ・リンク  –  Mumbo Link

### 1993年ポール・マッカートニー・コレクション盤のボーナス・トラック
1. アイルランドに平和を  –  Give Ireland Back to the Irish
2. メアリーの子羊  –  Mary Had A Little Lamb
3. リトル・ウーマン・ラヴ  –  Little Woman Love
4. ママズ・リトル・ガール  –  Mama's Little Girl

### 2007年iTunes Store販売版のボーナス・トラック
1. Give Ireland Back to the Irish (version)

## 演奏者
- ポール・マッカートニー  –  Bass Guitar, Guitar, Piano, Keyboards, Percussion, Vocals
- リンダ・マッカートニー  –  Keyboards, Piano, Percussion, Vocals
- デニー・レイン  –  Guitars, Bass Guitar, Percussion, Keyboards, Vocals.
- デニー・シーウェル（英語版）  –  Drums and Percussion